# Episodi di Selvaggio west (seconda stagione)
La seconda  stagione della serie televisiva Selvaggio west è andata in onda negli Stati Uniti dal 16 settembre 1966 al 7 aprile 1967 sulla CBS.
| nº | Titolo originale                   | Titolo italiano                  | Prima TV USA      | Prima TV Italia |
| -- | ---------------------------------- | -------------------------------- | ----------------- | --------------- |
| 1  | The Night of the Eccentrics        | La notte degli eccentrici        | 16 settembre 1966 |                 |
| 2  | The Night of the Golden Cobra      | La notte del cobra d'oro         | 23 settembre 1966 |                 |
| 3  | The Night of the Raven             | La notte del corvo               | 30 settembre 1966 |                 |
| 4  | The Night of the Big Blast         | La notte degli zombi             | 7 ottobre 1966    |                 |
| 5  | The Night of the Returning Dead    |                                  | 14 ottobre 1966   |                 |
| 6  | The Night of the Flying Pie Plate  | La notte del disco volante       | 21 ottobre 1966   |                 |
| 7  | The Night of the Poisonous Posey   | La notte della tarantola         | 28 ottobre 1966   |                 |
| 8  | The Night of the Bottomless Pit    | Il pozzo maledetto               | 4 novembre 1966   |                 |
| 9  | The Night of the Watery Death      | La notte del drago               | 11 novembre 1966  |                 |
| 10 | The Night of the Green Terror      | La minaccia verde                | 18 novembre 1966  |                 |
| 11 | The Night of the Ready-Made Corpse | Il ritorno dei morti             | 25 novembre 1966  |                 |
| 12 | The Night of the Man-Eating House  | L'incubo                         | 12 dicembre 1966  |                 |
| 13 | The Night of the Skulls            | La notte dei teschi              | 16 dicembre 1966  |                 |
| 14 | The Night of the Infernal Machine  | La notte dell'attentato          | 23 dicembre 1966  |                 |
| 15 | The Night of the Lord of Limbo     | La notte della quarta dimensione | 30 dicembre 1966  |                 |
| 16 | The Night of the Tottering Tontine | L'anonima finanziaria            | 6 gennaio 1967    |                 |
| 17 | The Night of the Feathered Fury    | Quando il piombo diventò oro     | 13 gennaio 1967   |                 |
| 18 | The Night of the Gypsy Peril       | Gli zingari                      | 20 gennaio 1967   |                 |
| 19 | The Night of the Tartar            | I Tartari                        | 3 febbraio 1967   |                 |
| 20 | The Night of the Vicious Valentine | Valentina                        | 10 febbraio 1967  |                 |
| 21 | The Night of the Brain             | Scacco matto                     | 17 febbraio 1967  |                 |
| 22 | The Night of the Deadly Bubble     | La morte viene dal mare          | 24 febbraio 1967  |                 |
| 23 | The Night of the Surreal McCoy     | Fuori "quadro"                   | 3 marzo 1967      |                 |
| 24 | The Night of the Colonel's Ghost   | In memoria di un eroe            | 10 marzo 1967     |                 |
| 25 | The Night of the Deadly Blossom    | A sud ovest delle Hawai          | 17 marzo 1967     |                 |
| 26 | The Night of the Cadre             | Squadra d'assalto                | 24 marzo 1967     |                 |
| 27 | The Night of the Wolf              | Il licantropo                    | 31 marzo 1967     |                 |
| 28 | The Night of the Bogus Bandits     | Il falso bandito                 | 7 aprile 1967     |                 |

## The Night of the Eccentrics
- Prima televisiva: 16 settembre 1966
- Diretto da: Robert Sparr
- Scritto da: Charles Bennett

### Trama
- Guest star: Harry Ellerbe (colonnello Armstrong), Roy Jenson (Vance Markham), Michael Masters (Titan), Frank Sorello (Presidente Benito Juarez), Victor Buono (Carlos Mario Vincenzo Robespierre Manzeppi), Richard Pryor (Villar), Paul Wallace (Tony Pie), Anthony Eisley (Deadeye), Le Grand Mellon (Miranda), Andi Garrett (infermiera)

## The Night of the Golden Cobra
- Prima televisiva: 23 settembre 1966
- Diretto da: Irving J. Moore
- Scritto da: Henry Sharp

### Trama
- Guest star: Sujātā (danzatrice hindu), John Alonzo (Sarrkan), Jose DeVega (John Mountain-Top), Asoka (danzatrice hindu), Boris Karloff (Mr. Singh), Audrey Dalton (Veda Singh), Simon Scott (colonnello Stanton Mayo), James Westmoreland (Chandra Kang), Michael York (Gupta), Morgan Farley (Mudjaz)

## The Night of the Raven
- Prima televisiva: 30 settembre 1966
- Diretto da: Irving J. Moore
- Scritto da: Edward Di Lorenzo

### Trama
- Guest star: Phyllis Newman (Wanakee), Michael Dunn (dottor Miguelito Loveless), Howard Hoffman (War Eagle), Phoebe Dorin (Antoinette), Santy Josol (Chawtaw)

## The Night of the Big Blast
- Prima televisiva: 7 ottobre 1966
- Diretto da: Ralph Senensky
- Scritto da: Ken Kolb

### Trama
- Guest star: Rita D'amico (Carmen), Robert Miller Driscoll (Lyle Peters), Bruce Manning (Miklos), Melville Ruick (avvocato-General), Ida Lupino (dottoressa Faustina), Mala Powers (Lily Fortune), Patsy Kelly (Prudence Fortune)

## The Night of the Returning Dead
- Prima televisiva: 14 ottobre 1966
- Diretto da: Richard Donner
- Scritto da: John Kneubuhl

### Trama
- Guest star: Ken Lynch (Tom Kellogg), Hazel Court (Elizabeth Carter), Frank Wilcox (Bill Mott), Alan Baxter (Ned Briggs), Sammy Davis, Jr. (Jeremiah), Peter Lawford (Carl Jackson), Whitey Hughes (ladro in vicolo)

## The Night of the Flying Pie Plate
- Prima televisiva: 21 ottobre 1966
- Diretto da: Robert Sparr
- Scritto da: Daniel B. Ullman

### Trama
- Guest star: Arlene Charles (Alna), Pitt Herbert (Byron Pettigrew), Leslie Parrish (Morn), Cindy Taylor (Pan), William Windom (Ben Victor), Ford Rainey (Simon), Woody Chambliss (Wingo), Whitey Hughes (Jerry)

## The Night of the Poisonous Posey
- Prima televisiva: 28 ottobre 1966
- Diretto da: Alan Crosland, Jr.
- Soggetto di: Donn Mullally

### Trama
- Guest star: Michael Masters (Cyril), Eugene Iglesias (Gallito), Andre Philippe (Ascot Sam), Hal Lynch (Sam Colburn), Delphi Lawrence (Lucrece Posey), Percy Rodriguez (Brutus), Shug Fisher (sceriffo Blayne Cord), H. M. Wynant (Pinto), Christopher Cary (Snakes Tolliver), George Keymas (Sergei), Whitey Hughes (cittadino)

## The Night of the Bottomless Pit
- Prima televisiva: 4 novembre 1966
- Diretto da: Robert Sparr
- Scritto da: Ken Kolb

### Trama
- Guest star: Ernest Misko (guardia A), Chuck O'Brien (Andre Couteau), Dick Cangey (detenuto), Gregg Martell (guardia B), Theodore Marcuse (Gustave Mauvais), Joan Huntington (Camille Mauvais), Tom Drake (Vincent Reed), Mabel Albertson (Mrs. Grimes), Steve Franken (Le Fou), Seymour Green (Lime), Fred Carson (Le Cochou), Whitey Hughes (Pier Guard)

## The Night of the Watery Death
- Prima televisiva: 11 novembre 1966
- Diretto da: Irving J. Moore
- Scritto da: Michael Edwards

### Trama
- Guest star: Forrest Lewis (capitano Pratt), John Ashley (tenente Keighley), Dick Cangey (Thug), Jim Galante (ufficiale), John van Dreelen (Marquis Philippe de La Mer), Jocelyn Lane (Dominique), Whitey Hughes (scagnozzo con un occhio)

## The Night of the Green Terror
- Prima televisiva: 18 novembre 1966
- Diretto da: Robert Sparr
- Scritto da: John Kneubuhl

### Trama
- Guest star: Paul Fix (Old Chief), Anthony Caruso (Bright Star), Phoebe Dorin (Antoinette), Peggy Rea (donna di Bright Star), Michael Dunn (dottor Miguelito Loveless), Dick Cangey (scagnozzo di Loveless)

## The Night of the Ready-Made Corpse
- Prima televisiva: 25 novembre 1966
- Diretto da: Irving J. Moore
- Scritto da: Ken Kolb, Ward Wood

### Trama
- Guest star: Daniel Ades (Pellargo), Paul Comi (Pellagro), Jack Perkins (Golo), Gene Tyburn (Finley), Carroll O'Connor (Fabian Lavendor), Karen Sharpe Kramer (Rose Murphy), Patricia Huston (Leda Pellargo), Alan Bergmann (Claudio Antille)

## The Night of the Man-Eating House
- Prima televisiva: 12 dicembre 1966
- Diretto da: Alan Crosland, Jr.
- Scritto da: John Kneubuhl

### Trama
- Guest star: Hurd Hatfield (Liston Day (Liston Lawrence Day), William Talman (sceriffo)

## The Night of the Skulls
- Prima televisiva: 16 dicembre 1966
- Diretto da: Alan Crosland, Jr.
- Scritto da: Robert C. Dennis, Earl Barret

### Trama
- Guest star: Calvin Brown (Iron Hook Harper), Michael Masters (Bluebeard), Anne Doud (Lucinda), Sebastian Tom (Samurai), Donald Woods (senatore Stephen Fenlow), Lisa Gaye (Lorelei), Douglas Henderson (colonnello James Richmond), Madame Spivy (Axe Lady), Francis DeSales (Charlton), Quintin Sondergaard (Monk), Kem Dibbs (Poliziotto in borghese), Bob Herron (Tigo), William Bagdad (prigioniero)

## The Night of the Infernal Machine
- Prima televisiva: 23 dicembre 1966
- Diretto da: Sherman Marks
- Scritto da: Shimon Wincelberg

### Trama
- Guest star: John Harmon (Moody), Michael Pate (Bledsoe), William Gwinn (giudice), Jon Lormer (Vickerman), Ed Begley (giudice M'Guigan), Will Kuluva (Zeno Baroda), Vito Scotti (Cefalu), Bill Zuckert (ispettore Bulvon), Elaine Dunn (Vashti)

## The Night of the Lord of Limbo
- Prima televisiva: 30 dicembre 1966
- Diretto da: Jesse Hibbs
- Scritto da: Henry Sharp

### Trama
- Guest star: Harry Harvey (manager), Ed Prentiss (colonnello Fairchild), Davis Roberts (barista), Will J. White (Robber), Ricardo Montalbán (colonnello Noel Bartley Vautrain), Dianne Foster (Amanda Vautrain), Felice Orlandi (capitano Vincent Scoffield), Gregory Morton (Levering), Tyler McVey (professore)

## The Night of the Tottering Tontine
- Prima televisiva: 6 gennaio 1967
- Diretto da: Irving J. Moore
- Scritto da: Norman Hudis, Elon Packard

### Trama
- Guest star: Steve Gravers (Stimson (Harry Stimson), William Wintersole (Edward Baring), Ted Stanhope (barista), Wilhelm Von Homburg (unther Pearse), Harry Townes (Raven (Dr. Robert Raven), Robert Emhardt (Grevely (Martin Grevely), Mike Road (Martin Dexter), Henry Darrow (Maurice (Archduke Maurice), Arthur Space (Applegate), Lisa Pera (Amelia Maitlin), Corinne Camacho (donna di Artie)

## The Night of the Feathered Fury
- Prima televisiva: 13 gennaio 1967
- Diretto da: Robert Sparr
- Scritto da: Henry Sharp

### Trama
- Guest star: Oliver McGowan (colonnello Armstrong), George Murdock (Luther Coyle), Audrey Lowell (Wanda), Hideo Inamura (Benji), Victor Buono (Carlos Mario Vincenzo Robespierre Manzeppi), Michele Carey (Gerda Sharff), Perry Lopez (Dodo Le Blanc), Georgia Schmidt (Mama Angelina)

## The Night of the Gypsy Peril
- Prima televisiva: 20 gennaio 1967
- Diretto da: Alan Crosland, Jr.
- Scritto da: Ken Kolb

### Trama
- Guest star: Johnny Seven (Mikolik), Arthur Batanides (Scullen), Nick Cravat (artista), Charles Horvath (Gombal), Ruta Lee (Zoe Zagora), Ronald Long (Sultano di Ramapur), Mark Slade (Hillard), Andi Garrett (ragazza gitana)

## The Night of the Tartar
- Prima televisiva: 3 febbraio 1967
- Diretto da: Charles Rondeau
- Scritto da: Robert C. Dennis, Earl Barret

### Trama
- Guest star: Lola Bell (Barber), Nancy Dow (Tersa), Louise Lawson (Miss Minnow), Michael Panaieff (Chekov), John Astin (Nikolai Sazanov), Malachi Throne (Kuprin), Susan Odin (Anastasia Sazanov), Andre Philippe (Feodor Rimsky), Martin Blaine (Millard Boyer), Walter Sande (colonnello Crockett), Chubby Johnson (cercatore), Larry Anthony (detective), Wendy Stuart (Marsha), Whitey Hughes (delinquente)

## The Night of the Vicious Valentine
- Prima televisiva: 10 febbraio 1967
- Diretto da: Irving J. Moore
- Scritto da: Leigh Chapman

### Trama
- Guest star: Owen Cunningham (prete), Don Dillaway (Griffin), Mickey Daniels (scagnozzo che ride), Mitzie Evans (Aide (Gates), Agnes Moorehead (Emma Valentine), Diane McBain (Elaine Dodd), Sherry Jackson (Michele Le Master), Henry Beckman (Paul J. Lambert), Walter Sande (colonnello Crockett), Shepard Menken (E.N. Itnelav), J. Edward McKinley (Curtis Langley Dodd), Jack Perkins (Lenny)

## The Night of the Brain
- Prima televisiva: 17 febbraio 1967
- Diretto da: Larry Peerce
- Scritto da: Calvin Clements Sr.

### Trama
- Guest star: Dick Cangey (delinquente), Don Rizzan (guardia), Art Koulias (Brundage), Margaret Mason (Lola), Edward Andrews (Braine), Brioni Farrell (Voulee), John Warburton (colonnello Arnette (Colonel Royce Arnette), Allen Jaffe (Leeto), Phil Arnold (Almeric), Jay Jostyn (maggiordomo), Whitey Hughes (delinquente)

## The Night of the Deadly Bubble
- Prima televisiva: 24 febbraio 1967
- Diretto da: Irving J. Moore
- Scritto da: Michael Edwards

### Trama
- Guest star: Dick Cangey (scagnozzo), Kai Hernandez (cameriera), Mickey Golden (Door Guard), Bob Herron (scagnozzo), Alfred Ryder (capitano Horatio Philo), Judy Lang (dottor Abigail J. Pringle), Lou Krugman (mendicante / Felix), Nelson Welch (professore McClennon), Nacho Galindo (Pepe), Whitey Hughes (truffatore)

## The Night of the Surreal McCoy
- Prima televisiva: 3 marzo 1967
- Diretto da: Alan Crosland, Jr.
- Scritto da: John Kneubuhl

### Trama
- Guest star: John Alonzo (Lightnin' McCoy), Ivan Triesault (ambasciatore (Herzburg Ambassador), Quintin Sondergaard (bandito), Noel Drayton (Museum Director), Michael Dunn (dottor Miguelito Loveless), John Doucette (Axel Morgan), Jorge Moreno (barista)

## The Night of the Colonel's Ghost
- Prima televisiva: 10 marzo 1967
- Diretto da: Charles Rondeau
- Scritto da: Ken Kolb

### Trama
- Guest star: Gordon Wescourt (Bert Caine), Roy Engel (presidente Ulysses S. Grant), Bill Shannon (Abel Caine), Ralph Gary (Chris Davidson), Kathie Browne (Jennifer Caine), Lee Bergere (colonnello Walter Gibson), Alan Hewitt (Vincent Pernell), Walker Edmiston (sceriffo Tom Hollis), Arthur Hunnicutt (Doc Gavin)

## The Night of the Deadly Blossom
- Prima televisiva: 17 marzo 1967
- Diretto da: Alan Crosland, Jr.
- Scritto da: Dan Mainwaring

### Trama
- Guest star: Soon-Tek Oh (Chinese Houseboy), Reggie Valencia (Palea), Duane Grey (Guardia), Peter Hale (Myron Kendrick), Nehemiah Persoff (Adam Barclay), Miiko Taka (Haruko Ishuda), George Keymas (dottore I), Pitt Herbert (Levering Mayhew David), Lou Straley (dottore II), Carole Kane (infermiera), Tiki Santos (re Kalakua), Mel Prestidge (polinesiano)

## The Night of the Cadre
- Prima televisiva: 24 marzo 1967
- Diretto da: Leon Benson
- Scritto da: Digby Wolfe

### Trama
- Guest star: Ken Drake (professore Frimm), Sheilah Wells (Josephine), Vince Howard (Ralph Kleed), Tol Avery (Warden Primwick), Don Gordon (generale Trask (Generale Titus Trask), Richard Jaeckel (sergente Stryker), Whitey Hughes (soldato a cavallo)

## The Night of the Wolf
- Prima televisiva: 31 marzo 1967
- Diretto da: Charles Rondeau
- Scritto da: Earl Barret, Robert C. Dennis

### Trama
- Guest star: Eddie Fontaine (sceriffo Twilley), Michael Shillo (dottor Hanska), Jimmie Booth (conducente della diligenza Billy), Charles H. Radilak (prete), Joseph Campanella (Talamantes), Lorri Scott (Leandra Novokolik), John Marley (King Stefan IX), Jonathan Lippe (capitano Adam Dushan), Dick Cangey (Heavy)

## The Night of the Bogus Bandits
- Prima televisiva: 7 aprile 1967
- Diretto da: Irving J. Moore
- Scritto da: Henry Sharp

### Trama
- Guest star: Jack Orrison (Mr. Butcher), Charles Fredericks (ubriaco), William Massey (Teller), Jack Rigney (Mr. Krane), Michael Dunn (dottor Miguelito Loveless), Marianna Hill (Belladonna), Patsy Kelly (Mrs. Bancroft), Grace Gaynor (Pearline Hastings), Don 'Red' Barry (Rainey), Walter Sande (colonnello Crockett), Roland La Starza (Joe Kirby), Charles Wagenheim (Vance Rawlinson), William Challee (Fargo), Murray Alper (barista), Troy Melton (Whaley), Frank Sully (addetto al telegrafo)